# Crime City
Pour plus de détails, voir Fiche technique et Distribution.
Crime City (A Little Trip to Heaven) est un film américano-islandais réalisé par Baltasar Kormákur, sorti en 2005.

## Synopsis
Abe Holt se rend à Hastings pour enquêter sur un accident ayant causé la mort d'une personne et rencontre Isold, sœur du défunt, qui se voit hériter d'un million de dollars grâce à l'assurance souscrite à l'agence par la victime.

## Fiche technique
- Titre : Crime City
- Titre original : A Little Trip to Heaven
- Réalisation : Baltasar Kormákur
- Scénario : Baltasar Kormákur et Edward Martin Weinman
- Production : Baltasar Kormákur et Sigurjon Sighvatsson
  - Producteur exécutif : Arni Hansson
- Société de production : Blueeyes Productions, Pink Productions et Palomar Pictures Corporation
- Musique : Mugison
- Photographie : Óttar Guðnason
- Montage : Sigvaldi J. Kárason, Virginia Katz et Richard Pearson
- Décors : Karl Júlíusson
- Costumes : Helga I. Stefánsdóttir
- Pays de production :  États-Unis et  Islande
- Genre : Thriller
- Durée : 86 minutes
- Format : Couleur - Son : Dolby Digital - 2,35:1 - Format 35 mm
- Budget : 12 millions de US$
- Dates de sortie : 
  - Canada : 12 septembre 2005 (Festival international du film de Toronto)
  - Islande : 26 décembre 2005
  - États-Unis : janvier 2006 (Festival du film de Sundance)
  - France : 9 avril 2006 (Festival du film policier de Cognac)
- Date de sortie DVD :
  - Canada et États-Unis : 13 mars 2007

## Distribution
- Forest Whitaker (VF : Thierry Desroses) : Abe Holt
- Julia Stiles : Isold
- Jeremy Renner : Fred
- Peter Coyote : Frank
- Maria Fernandez Ache : Mme Rodriguez
- Kharl Anton Leigh : Rodriguez (enfant)
- Juan Carlos Pardo Pardo : M. Rodriguez
- Samuel Martin : Jim
- Joanna Scanlan : Josie
- Iddo Goldberg : Russle
- Philip Jackson : William
- Alfred Harmsworth : Thor
- Anne Reid : Martha

## Production

### Tournage
Alors que le film est censé se dérouler à Hastings Minnesota USA, de nombreuses scènes d'extérieur sont tournées en Islande.

## Distinctions

### Récompenses
- 2006 : Prix international de la critique au festival du film policier de Cognac.
- 2006 : Meilleure direction artistique (photographie) aux Edda Awards pour Óttar Guðnason.
- 2006 : Prix FIPRESCI au festival du film de Göteborg.

### Nomination
- 2006 : nommé aux Edda Awards pour Karl Júlíusson dans la catégorie Meilleure direction artistique (décors).